# Кобра (филм)
Кобра (енгл. Cobra) амерички је акциони филм из 1986. године, снимљен по роману „Фер игра” Поле Гослинг, у режији Џорџа П. Косматоса, а по сценарију Силвестера Сталонеа. Главну улогу игра Силвестер Сталоне, док се поред њега појављују Рени Сантони, Бригит Нилсен и Ендру Робинсон. Ово је прва адаптација романа „Фер игра” Поле Гослинг. Друга је био филм Фер игра.
Улични полицајац, тврд на злочинце, мора да заштити јединог преживелог сведока чудног убиственог култа са далекосежним плановима.

## Радња
Уочи Божића 1986. бандит наоружан сачмаром изазове талачку кризу у једном лосанђелеском супермаркету. Када се преговори између њега и полиције изјалове, Полиција Лос Анђелеса позове на лице места поручника Мариона Кобретија, припадника своје елитне дивизије познате као „зомби одред”. Кобрети, познат по кодном имену „Кобра”, инфилтрира се у продавницу, лоцира бандита и покуша да преговара с њим. Бандит му се представи као припадник неке небулозне и непознате организације која себе назива „Новим светом”, супрематистичке групе радикалних социјалдарвиниста који презиру модерно друштво и верују у убијање слабих, остављајући само најјаче и најпаметније да владају светом. Он запрети да ће бомбом побити таоце и дићи продавницу у ваздух уколико му не буде обезбеђено обраћање у директном ТВ преносу. Кобрети потом убије бандита бацивши му нож у стомак и испаливши хице у њега.
Док се таоци изводе, а лешеви износе из продавнице, детектив Монте прекори Кобретија због тога што се наизглед оглушио о полицијске процедуре и протоколе. Када га спопадну новинари, Кобрети их прекори што не дају приоритет безбедности потенцијалних жртава. Још мање је икоме у том тренутку познато да је талачка криза у супермаркету само једно у низу недавних и наизглед неповезаних дела разбојништава и убистава која су узела маха у Лос Анђелесу, почињених од стране исте групе супрематиста коју је помињао убица из супермаркета.
Манекенка по имену Ингрид Кнудсен касније постане примарна мета „Новог света” пошто се случајно затекне на месту убиства које су починили њихови припадници, успут видевши лице њиховом вођи, познатом само као „Ноћни кољач”. Она је, након што за длаку спасе живу главу, стављена под полицијску заштиту, а о њеној безбедности старају се Кобрети и његов партнер, наредник Тони Гонзалес. Након још неколико неуспешних покушаја убиства од стране разних људи повезаних са „Новим светом”, Кобрети теоретише да се ту ради о читавој војсци серијских убица који раде по истом модусу операнди, пре него о једном серијском убици са нешто саучесника, али претпостављени одбаце његову сугестију. Међутим, Полиција Лос Анђелеса сложи се са Кобретијем да ће бити најбезбедније да се он и Кнудсен изместе из града.
Између Кобретија и Ингрид долази до интимног односа током њиховог одседања у мотелу, у ливничарском градићу Сан Ремосу, али Ненси Сталк, љубавница „Ноћног кољача” и друга у заповедном ланцу „Новог света”, инфилтрира се у полицијску пратњу Кобретијеве екипе и открије њихову локацију. Упркос Кобретијевој сумњичавости и неповерењу спрам Ненси, он не предузме ништа и екипа преноћи у мотелу. Сви припадници „Новог света”, прерушени у мотоциклисте на турнеји, у рано јутро запоседну градић. Уз једва довољно времена за реакцију, нападачи јурну на мотел у ком одседају Кобрети и Ингрид, ранивши успут Гонзалеса. Убивши неколицину бандита, али уз још више оних који пристижу у град, Кобрети и Ингрид побегну у пикапу. Када камионет буде тешко оштећен од јурњаве, двојац се пробије кроз плантажу грејпфрута, а потом побегну у оближњу ливницу.
Кобрети је до овог момента поразио већину припадника „Новог света”, али преостала неколицина уђе за њима у зграду ливнице. Кобрети елиминише све бандите, а „Ноћни кољач” случајно упуца Ненси, оставивши само себе. Кобрети и „Ноћни кољач” ступе у окрутну борбу прса у прса унутар ливнице, која се заврши тако што Кобрети набоде „Ноћног кољача” на тумарајућу куку која га однесе у пећ у којој изгори.
Напослетку Кобретијево одељење стигне на лице места и отпочне рашчишћавање града, обезбедивши медицинску помоћ Гонзалесу. Детектив Монте се извини Кобретију, мада ни овај пут не пропусти прилику да му спочита наводно непридржавање полицијских протокола. Кобрети пружи руку Монтеу, да би га потом ударио, а затим се он и Ингрид одвезу кући једним од мотора који су остали за припадницима „Новог света”.

## Улоге
| Глумац            | Улога                           |
| ----------------- | ------------------------------- |
| Силвестер Сталоне | поручник Марион „Кобра” Кобрети |
| Бригит Нилсен     | Ингрид Кнудсен                  |
| Рени Сантони      | наредник Тони Гонзалес          |
| Ендру Робинсон    | детектив Монте                  |
| Брајан Томпсон    | „Ноћни кољач”                   |
| Џон Херцфелд      | Чо                              |
| Ли Гарлингтон     | Ненси Сталк                     |
| Арт ЛаФлер        | капетан Сирс                    |
| Марко Родригез    | убица у супермаркету            |
| Вел Ејвери        | шеф Халивел                     |
| Дејвид Раш        | Ден                             |